# Telefônica Brasil
Telefônica Brasil, que opera bajo el nombre comercial Vivo, es un grupo brasileño del rubro de las telecomunicaciones, filial del grupo español Telefónica.
Originalmente fue formado como parte de Telebrás, que era la única empresa estatal de telecomunicaciones en ese momento. En 1998, Telebrás se separó en divisiones y se privatizó. Telefónica compró Telesp, la división de São Paulo, y la renombró a Telefónica. 
El grupo tiene una participación del 15% de sus ingresos en el mundo y tiene más de 90 millones de clientes.
En 2010, Telefónica adquirió las acciones de Vivo que pertenecían a Portugal Telecom y transfirió el control de la empresa a Telefônica-Vivo, su filial en Brasil. En 2012 se empezaron a comercializar los servicios de la compañía bajo la marca Vivo. Sus servicios, como acceso a internet, televisión por cable y satélite, telecomunicaciones fijas y móviles, entre otros, se integraron en esta marca, lanzada en 2003 para Telefónica-Portugal Telecom la empresa de telecomunicaciones móviles creada en conjunto.